# ファブリス・コラ
ファブリス・コラ（Fabrice Colas、1964年7月21日 - ）は、フランス、リュエイユ＝マルメゾン出身の元自転車競技（トラックレース）選手。

## 来歴
世界選手権自転車競技大会のタンデム種目において、最終回となった1994年を含め、フレデリック・マニェとのコンビで4度の優勝を果たした。
また、国際競輪にも参加実績がある。
1984年
- ロサンゼルスオリンピック
  -  1kmタイムトライアル 3位

1987年
- トラックレース世界選手権
  -  アマ・タンデム 優勝（+ フレデリック・マニェ）

1988年
- トラックレース世界選手権
  -  アマ・タンデム 優勝（+ フレデリック・マニェ）

1989年
- トラックレース世界選手権
  -  アマ・タンデム 優勝（+ フレデリック・マニェ）

1990年
- トラックレース世界選手権では、アマ・タンデム4連覇をかけたが、準決勝で稲村成浩・齋藤登志信の日本コンビに1-2で敗退。

1991年、プロ転向。
- トラックレース世界選手権では、プロ・スプリントに出場。決勝でキャリー・ホール（オーストラリア）に敗れ2位となったが、後にホールがドーピング違反で失格となった。だが、国際自転車競技連合(UCI)が順位繰上げを認めなかったため、2位が確定した。

1993年
- フランス選手権 スプリント 優勝

1994年
- トラックレース世界選手権
  -  アマ・タンデム 優勝（+ フレデリック・マニェ）